# Avinasa
Avinasa is een geslacht van kevers uit de familie bladkevers (Chrysomelidae).
De wetenschappelijke naam van het geslacht werd in 1936 gepubliceerd door Maulik.

## Soorten
- Avinasa hirsuta (Jacoby, 1891)
- Avinasa pubescens (Jacoby, 1892)